# NGC 4522
NGC 4522 é uma galáxia espiral barrada (SBc) localizada na direcção da constelação de Virgo a aproximadamente 60 milhões de anos-luz da Terra. Possui uma declinação de +09° 10' 27" e uma ascensão recta de 12 horas, 33 minutos e 39,7 segundos.
A galáxia NGC 4522 foi descoberta em 18 de Janeiro de 1828 por John Herschel.